# Diocèse de Baie-Comeau
Le diocèse de Baie-Comeau (Dioecesis Sinus Comoënsis en latin) est un diocèse de l'Église catholique au Québec au Canada. Son siège épiscopal est la cathédrale Saint-Jean-Eudes de Baie-Comeau. Il est suffragant de l'archidiocèse de Rimouski et son territoire se situe dans la région administrative de la Côte-Nord. Depuis 2025, son évêque est Pierre Charland.
Le diocèse a été érigé canoniquement le 24 novembre 1945 par le pape Pie XII sous le nom de diocèse du Golfe Saint-Laurent (Dioecesis Sinus Sancti Laurentii en latin). En 1960, il adopta le nom de diocèse de Hauterive (Diocesis Altaripensis en latin) avant d'adopter son nom actuel en 1986. Il avait d'abord été érigé en préfecture apostolique en 1882, puis, élevé en vicariat apostolique en 1905, avant de devenir un diocèse en 1945. En 2007, le territoire du diocèse de Baie-Comeau a été élargi en incorporant une partie du territoire du diocèse de Labrador City-Schefferville qui a été dissout.

## Description

Logo du diocèse de Baie-Comeau

Le diocèse de Baie-Comeau est l'une des juridictions de l'Église catholique au Québec au Canada. Son siège épiscopal est la cathédrale Saint-Jean-Eudes de Baie-Comeau,. Auparavant, sa cathédrale était l'église Sainte-Amélie de Baie-Comeau,. Il est suffragant de l'archidiocèse de Rimouski,,,. Depuis 2025, son évêque est Pierre Charland,.
Le territoire du diocèse de Baie-Comeau s'étend sur 300 281 km2 dans la région administrative de la Côte-Nord à partir de Tadoussac jusqu'à Blanc-Sablon en incluant les municipalités de Fermont et de Schefferville ainsi que l'île d'Anticosti,. Il est contigu au diocèse de Chicoutimi au sud-ouest, au diocèse d'Amos à l'ouest, au diocèse de Corner Brook et du Labrador à l'est et à l'archidiocèse de Rimouski au sud. En 2018, il comprend 55 paroisses,. De plus, des missions ont été établies en territoire innu.
En 2018, le diocèse de Baie-Comeau dessert une population de 96 850 catholiques, soit 92% de la population totale de son territoire, avec un total de 32 prêtres et sept diacres permanents,.

## Histoire
Le territoire du diocèse de Baie-Comeau a d'abord été érigé le 29 mai 1882 comme préfecture apostolique sous le nom de préfecture apostolique du Golfe Saint-Laurent,. Auparavant, ce territoire faisait partie de l'archidiocèse de Rimouski,,,. Son premier préfet, à partir du 15 juin 1882, fut François-Xavier Bossé qui demeura à cette fonction jusqu'en 1892,,.
Le 12 novembre 1905, la préfecture apostolique du Golfe Saint-Laurent a été élevé au rang de vicariat apostolique en conservant le même nom,. Son premier vicaire apostolique fut Gustave Marie BLanche qui était préfet depuis le 21 août 1903. Il demeura à cette fonction jusqu'à sa mort le 29 juillet 1916,,.
Le 13 juillet 1945, le vicariat apostolique du Golfe Saint-Laurent perdit une partie de son territoire lors de l'érection du vicariat apostolique du Labrador, qui est devenu le diocèse de Labrador City-Schefferville le 13 juillet 1967,,.
Le 24 novembre 1945, le vicariat apostolique du Golfe Saint-Laurent a été élevé au rang de diocèse en conservant le même nom,. Il s'agit du premier diocèse à porter le nom d'une région et non d'une ville. Le siège épiscopal du diocèse est alors la cathédrale Sainte-Amélie de Baie-Comeau,. Son premier évêque fut Napoléon-Alexandre Labrie qui était vicaire apostolique depuis le 30 mars 1938. Il demeura à cette fonction jusqu'au 1er décembre 1956,,,.
Le 29 février 1960, il fut renommé en diocèse de Hauterive,,. Le 14 juillet 1986, il adopta son nom actuel, diocèse de Baie-Comeau, suite de la fusion des municipalités de Baie-Comeau et d'Hauterive le 23 juin 1982,,.
Le 31 mai 2007, le diocèse de Labrador City-Schefferville fut dissout et le territoire de La Basse-Côte-Nord fut alors transféré au diocèse de Baie-Comeau,,.

## Ordinaires

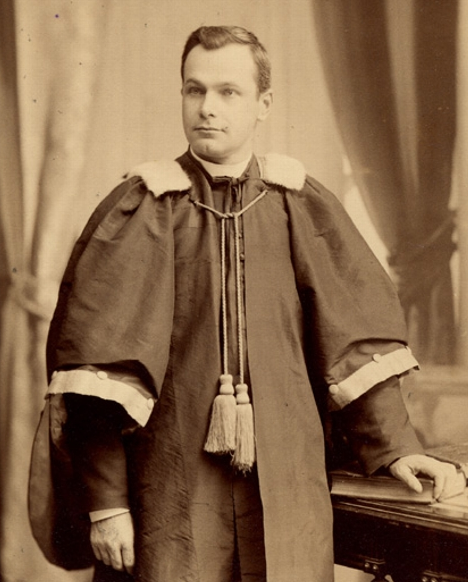
Michel-Thomas Labrecque, vicaire apostolique du Golfe Saint-Laurent de 1892 à 1903

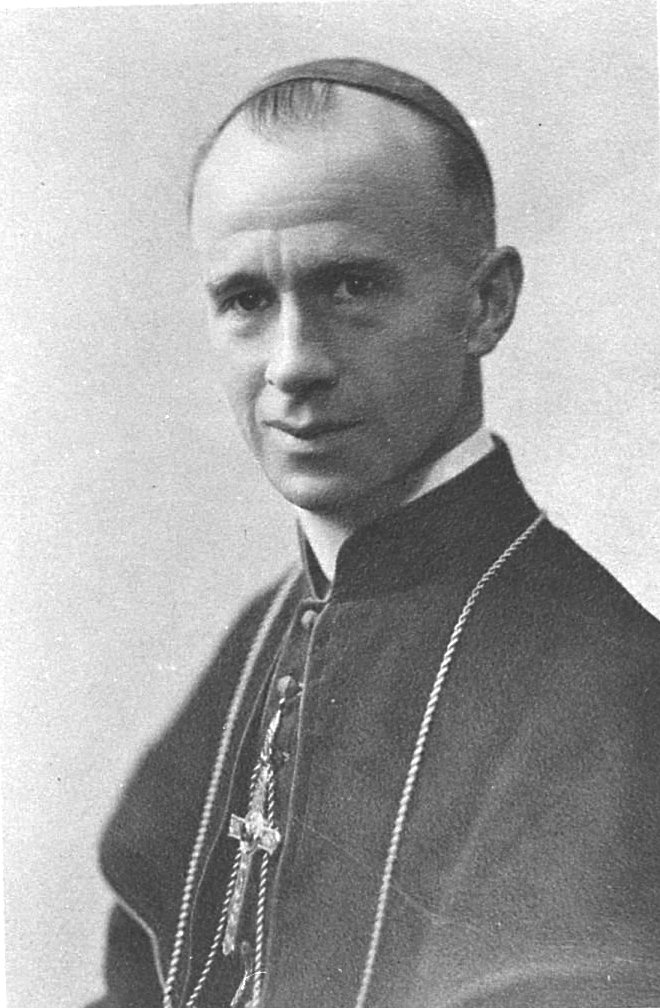
Napoléon-Alexandre Labrie, premier évêque du Golfe Saint-Laurent, auparavant évêque titulaire de Limata

| #                     | Nom                           | Dates                                |
| Préfets               | Préfets                       | Préfets                              |
| --------------------- | ----------------------------- | ------------------------------------ |
| 1                     | François-Xavier Bossé         | 15 juin 1882 - 1892                  |
| 2                     | Michel-Thomas Labrecque       | 1892 - 1903                          |
| 3                     | Gustave Maria Blanche (en)    | 21 août 1903 - 12 septembre 1905     |
| Vicaires apostoliques |                               |                                      |
| 1                     | Gustave Maria Blanche (en)    | 12 septembre 1905 - 25 juillet 1916  |
| 2                     | Patrice Alexandre Chiasson    | 27 juillet 1917 - 9 septembre 1920   |
| 3                     | Julien-Marie Leventoux        | 28 mars 1922 - janvier 1938          |
| 4                     | Napoléon-Alexandre Labrie     | 30 mars 1938 - 24 novembre 1945      |
| Évêques               |                               |                                      |
| 1                     | Napoléon-Alexandre Labrie     | 24 novembre 1945 - 1er décembre 1956 |
| 2                     | Gérard Couturier              | 27 décembre 1956 - 7 septembre 1974  |
| 3                     | Jean-Guy Couture              | 21 juin 1975 - 5 avril 1979          |
| 4                     | Roger Ébacher                 | 30 juin 1979 - 30 mars 1988          |
| 5                     | Maurice Couture               | 1er décembre 1988 - 17 mars 1990     |
| 6                     | Joseph Paul Pierre Morissette | 17 mars 1990 - 3 juillet 2008        |
| 7                     | Jean-Pierre Blais             | 12 décembre 2008 - 18 février 2025   |
| 8                     | Pierre Charland               | Depuis le 18 février 2025            |

## Ordres religieux dans l'histoire du diocèse
- Congrégation de Jésus et Marie
- Jésuites
- Religieux de Saint-Vincent de Paul
- Sœurs de Marie-Réparatrice
- Sœurs de Sainte-Croix
- Franciscains

## Galerie

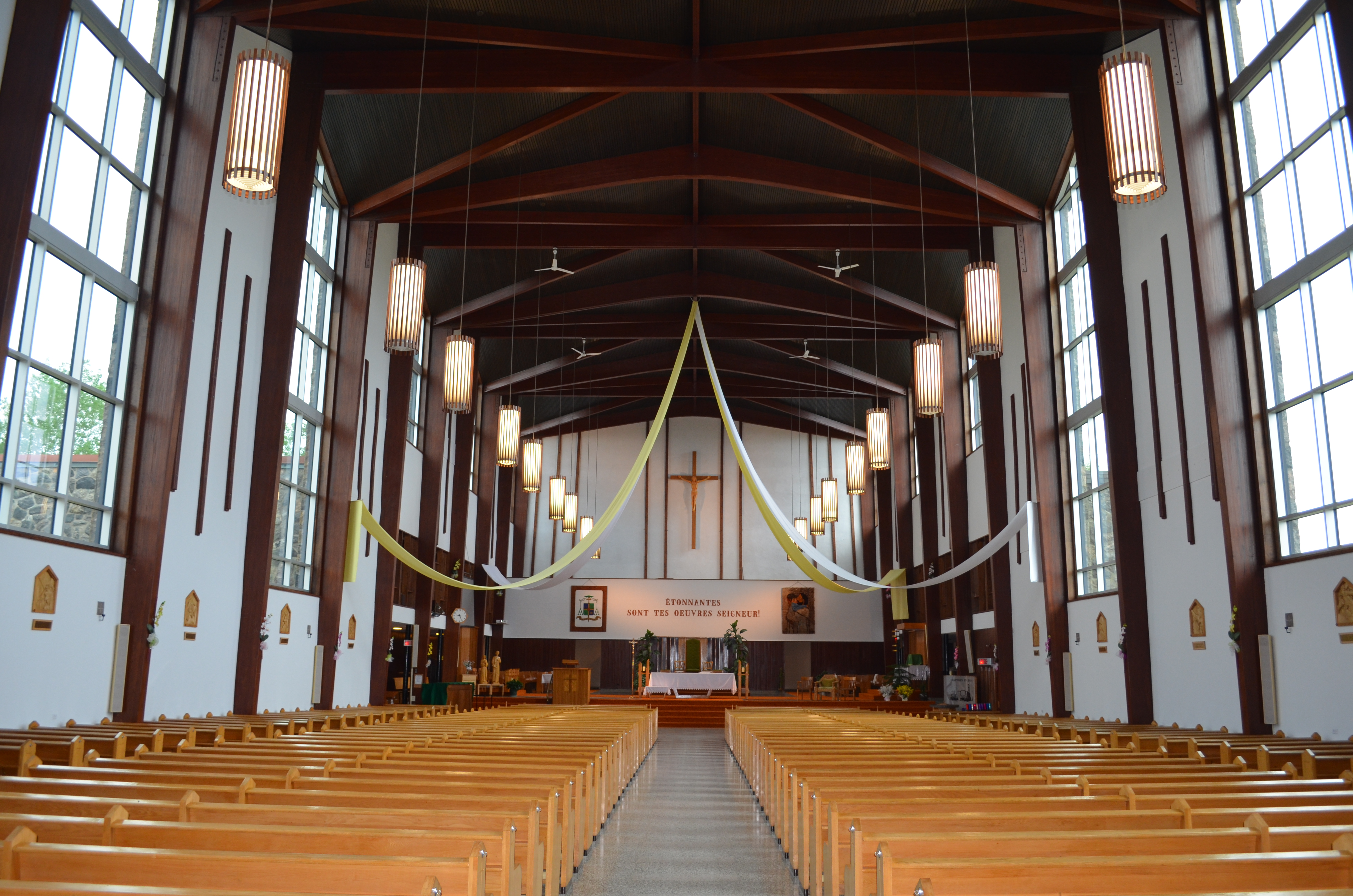
Intérieur de la cathédrale Saint-Jean-Eudes de Baie-Comeau
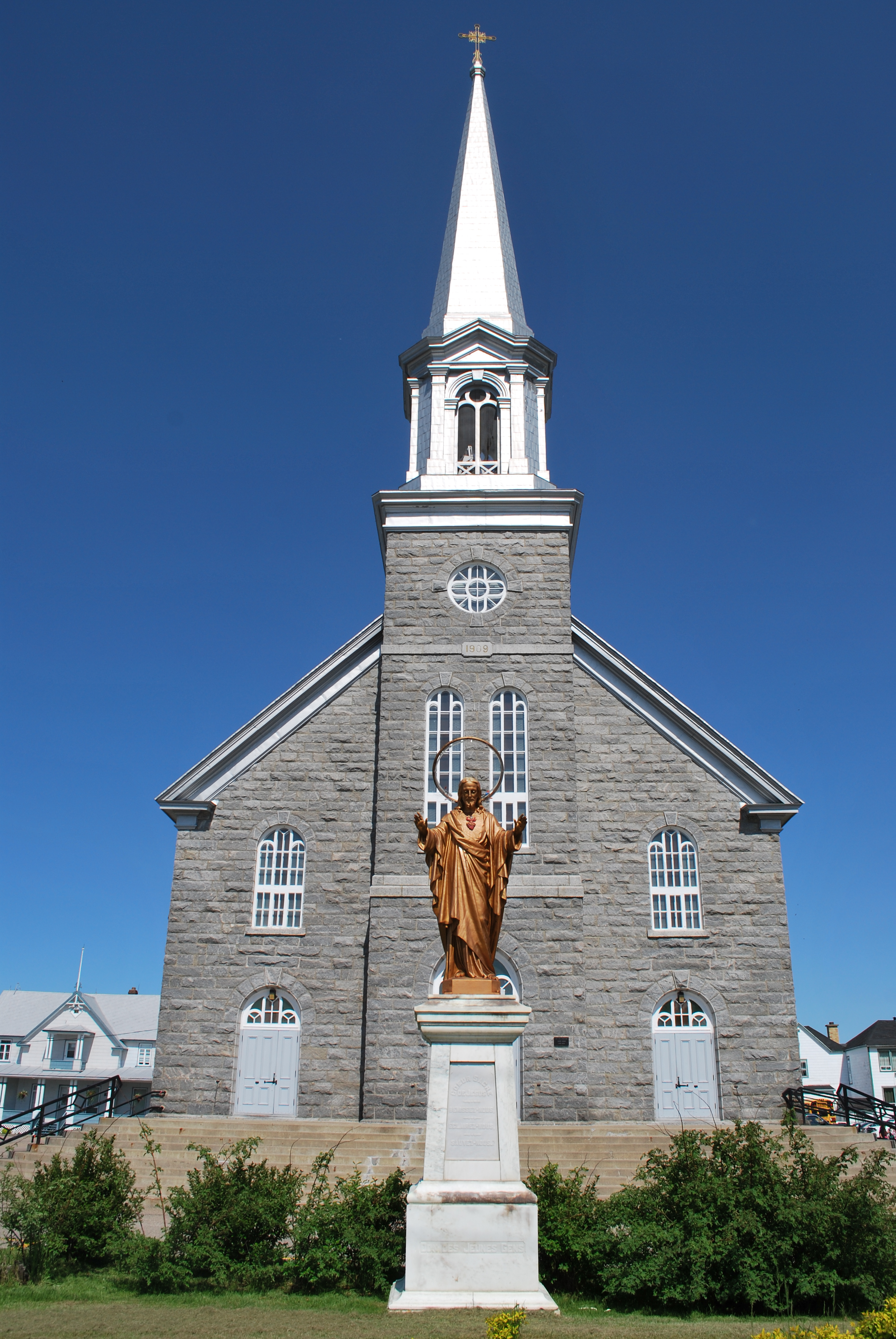
L'église du Sacré-Cœur-de-Jésus de Sacré-Cœur
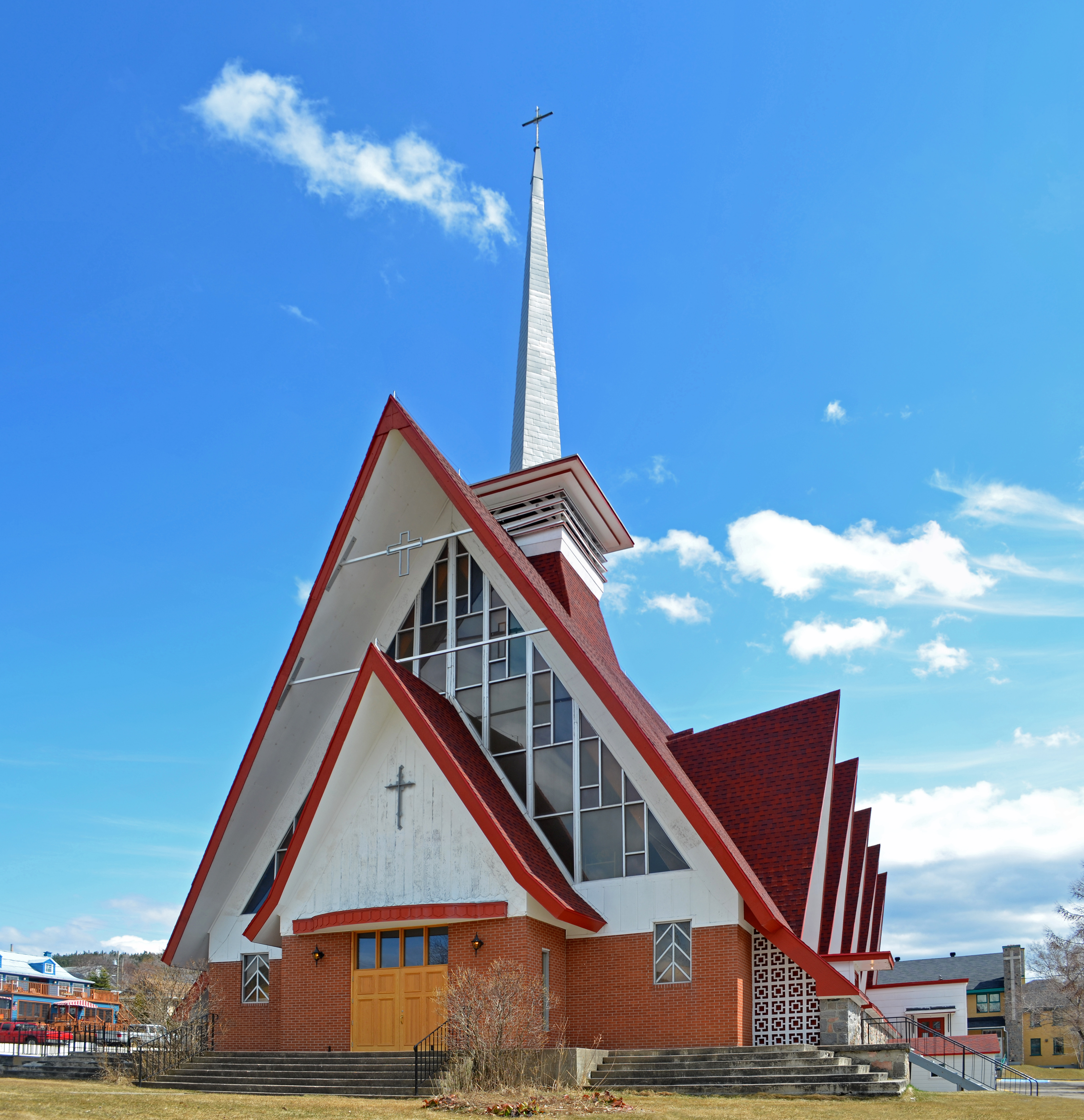
L'église Sainte-Croix de Tadoussac
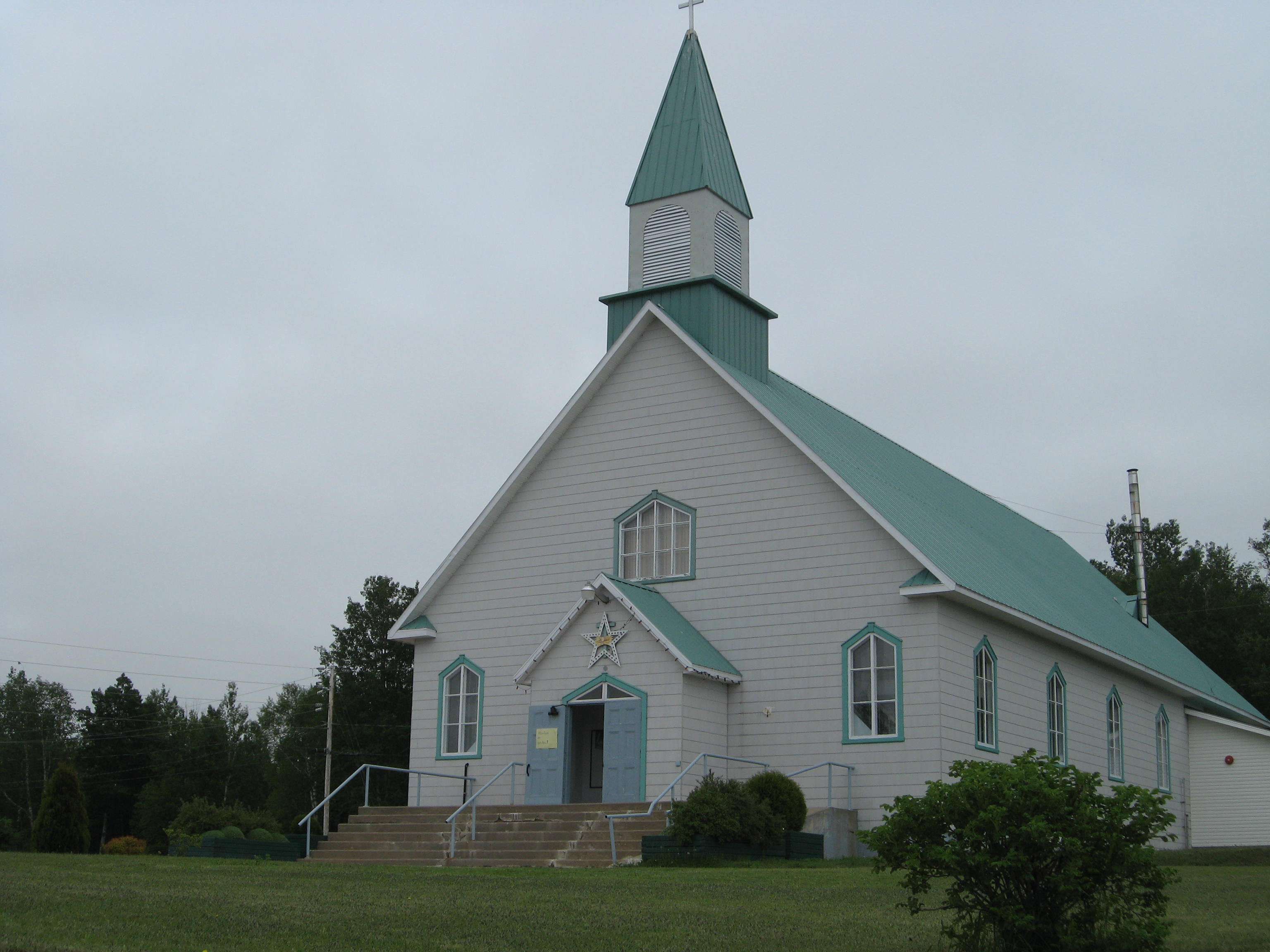
L'église Sainte-Thérèse de Colombier